# Tour de France (песня)
«Tour de France» — песня западногерманской группы Kraftwerk, посвящённая велогонкам Тур-де-Франс, в ней слышны звуки, ассоциирующиеся с ездой на велосипеде. Впервые издана на сингле в 1983 году, достигла 22 места в британских чартах синглов. Авторами музыки указаны Ральф Хюттер, Флориан Шнайдер и Карл Бартос, авторами текста — Ральф Хюттер и Максим Шмитт. Были выпущены два варианта песни: с текстом на французском и на немецком языке. В главном мотиве композиции присутствует отсылка к произведению Пауля Хиндемита «Соната для флейты и фортепиано»,1936 года.
Идея песни получила дальнейшее развитие на позднем альбоме Kraftwerk «Tour de France Soundtracks», вышедшем в 2003 году (20 лет спустя после выхода сингла). На этом альбоме представлены как новая версия песни, так и цикл из пяти композиций на тему Тур-де-Франс.

## Обложка
Центральный мотив обложки заимствован из венгерской почтовой марки 1953 года. Обложка альбома «Tour de France Soundtracks» (2003) в целом повторяет дизайн сингла.

## Списки композиций различных изданий
| Каталожный номер: 1CK 052 1652046 1. Tour de France (Version Allemande) — 6:30 (на немецком языке) 2. Tour de France (Version Francaise) — 6:30 (на французском языке) Каталожный номер: 1C 006 1652047 1. Tour de France (Version Allemande) — 3:00 2. Tour de France (Version Francaise) — 3:00 Каталожный номер: 1CK 052 1652046 1. Tour de France (Version Allemande) — 6:44 2. Tour de France (Version Francaise) — 6:30 Каталожный номер: 1CK 062 2003776 1. Tour de France (Remix) — 6:47 (ремикс Франсуа Кеворкяна) 2. Tour de France (Version Allemande) — 6:44 (ремикс Kraftwerk) 3. Tour de France — 3:05 Каталожный номер: 1C 006 200376-7 1. Tour de France (Remix) — 3:50 (версия ремикса Франсуа Кеворкяна) 2. Tour de France — 3:10 Каталожный номер: 7243 8 87421 6 0 1. Tour de France (Kling Klang Analog Mix) — 6:44 (1984, ремикс Kraftwerk, на французском) 2. Tour de France (Remix François K) — 6:45 (1984, ремикс Франсуа Кеворкяна) Каталожный номер: 7243 8 87421 0 8 1. Tour de France (Radio Version) — 3:07 2. Tour de France (Kling Klang Analog Mix) — 6:44 (1984, ремикс Kraftwerk, на французском) 3. Tour de France (Remix François K) — 6:45 (1984, ремикс Франсуа Кеворкяна) 4. Tour de France (Multi-Media-Track) — 3:07 (1984, версия ремикса Kraftwerk, на немецком) | Каталожный номер: 12 EMI 5413 1. Tour de France (Long Version) — 6:30 2. Tour de France — 3:00 3. Tour de France, Étape 2 — 2:40 Каталожный номер: EMI 5413 1. Tour de France — 3:00 2. Tour de France (Instrumental) — 2:40 Каталожный номер: TC-EMI 5413 1. Tour de France (Long Version) — 6:30 2. Tour de France — 3:00 3. Tour de France, Étape 2 — 2:40 Каталожный номер: 12 EMI 5413 1. Tour de France (Remix) — 6:47 (ремикс Франсуа Кеворкяна) 2. Tour de France (French Version) — 6:44 (ремикс Kraftwerk, на французском) 3. Tour de France — 3:00 Тот же каталожный номер, что и у релиза 1983 года Каталожный номер: EMI 5413 1. Tour de France (Remix) — 3:55 (версия ремикса Франсуа Кеворкяна) 2. Tour de France — 3:45 (версия ремикса Kraftwerk, на французском) Тот же каталожный номер, что и у релиза 1983 года |

Примечание: одинаковые названия композиций не означают одинаковое содержание. Информация о релизах взята из английской википедии.

## Позиции в хит-парадах
Годовые чарты:
| Чарт (1984)                       | Позиция |
| --------------------------------- | ------- |
| США (Billboard Top Dance Singles) | 37      |